# 米沢市市民バス
米沢市市民バス（よねざわししみんバス）は、山形県米沢市が運行する自治体バスである。山交バスの一般路線の廃止代替バスである「廃止代替路線」と、コミュニティバスにあたる「市街地循環路線」が運行されている。

## 概要
1997年（平成9年）の山交バスの一般路線バス廃止代替として「廃止代替路線」が運行開始。2001年（平成13年）よりコミュニティバス「市街地循環バス（左回り・右回り）」を運行開始。2011年（平成23年）には「市街地循環バス（南回り）」の運行を開始した。
市民バスの運行情報を提供するサービスとして、バスロケーションシステムを用い、市民バスの運行位置を提供している。通称「米沢市民バスナビ」。携帯電話やパソコンのほか、ケーブルテレビ (NCV)からも情報を得ることができる。
上杉まつりなど、交通規制を伴う催し物が行われる際には、当該交通規制区間を走る廃止代替路線・循環路線ともに、時間帯や運行便を指定しての運休が設定される（例：循環左回り第3便から第5便が運休、など）。

### 運行事業者
市民バスに関する業務（運転・車両管理・停留所管理など）は、公募により選ばれた指定管理者が行っている。
指定管理者
- 廃止代替路線：村正運輸株式会社
- 循環路線：辻自動車株式会社
  - 指定期間は、両社とも2021年（令和3年）4月1日 - 2024年（令和6年）3月31日までとなっている[1]。

## 沿革
- 1997年（平成9年）
  - 3月31日 - 山交バスが米沢・（松原）関根線、米沢・田沢線の2路線を廃止。
  - 4月1日 - 米沢・（松原）関根線、米沢・田沢線の2路線で運行開始（山交バス廃止代替）。
    - 米沢・田沢線は、当時は水沢までの運行であった。
- 1998年（平成10年）4月1日 - 米沢市役所・万世線運行開始（山交バス廃止代替）。
- 2001年（平成13年）9月20日 - 「市街地循環バス」運行開始。
- 2011年（平成23年）12月5日 - 南部・松川地区と市街地を結ぶ「市街地循環バス南回り」の運行を開始。
- 2014年（平成26年）12月3日 - この日の運行をもって、米沢（松原）関根線の運行を休止。
- 2016年（平成28年）3月31日 - この日の運行をもって、米沢・田沢線の運行を休止[2]。
- 2022年（令和4年）5月14日 - 山交バスおよび庄内交通の両社が運行する乗合バス全路線、山形市コミュニティバスとともに米沢市民バス全路線に地域連携ICカード「cherica」を導入。[3][4][5]。

## 運行内容

### 廃止代替路線
- 廃止代替路線は、かつては3路線あったが、2017年現在は1路線（万世線）のみである。停留所以外でも乗降できる自由乗降区間を設定している。
- 運賃は10円単位の区間制（150円 - 300円）で、小学生以下は半額、大人同伴の幼児（未就学児）は1人まで無料。
  - 回数券は10円、50円、100円、200円の各金額券があり、10回分の値段で11枚綴りとなっている。
  - 定期券は普通定期券、通学（通園）定期券があり、それぞれ1か月用、3か月用、6か月用がある。それぞれの種類について片道用もある。
  - 一部山交バスと競合する区間があり、それぞれ運賃も異なる（廃止代替路線はそれまでの山交バスの運賃をそのまま使用しているが、山交バスではその後運賃改定を行ったことにより、競合区間ではそれぞれの運賃が異なっている）。
- 日曜・祝日及び8月13日 - 16日、12月29日 - 1月3日は運休。
- 運行形態は、自家用自動車による有償運送（80条バス、白ナンバー車）である。

### 市街地循環路線
左回り・右回り
- 1路線の同一ルートで左回りと右回りの2系統あり、時刻表などでは左回りを黄色、右回りを青でそれぞれ識別している。
- 運賃は200円の均一制で、小学生以下は半額、大人同伴の幼児（未就学児）は1人まで無料。
  - 循環路線のみ1日乗り放題の「一日乗車券」があり、料金は500円（小学生以下250円）。
  - 定期券、回数券は廃止代替路線と同様。
- 通年運行で、運休日は設定されていない。
- 停留所の標識は廃止代替路線と同じデザインのものが用いられるが、停留所によっては系統別に「循環左（右）回り」と表示されているものがある。
- 運行形態は、自家用自動車（白ナンバー車）による有償運送である。

南回り
- 2011年12月5日から運行を開始した路線で、1路線の同一ルートで左回りと右回りの2系統あり、時刻表などでは左回りを青、右回りを緑でそれぞれ識別している。担当は、山交バス米沢営業所[6]。
- 運賃は200円の均一制で、小学生以下は半額、大人同伴の幼児（未就学児）は1人まで無料。
  - 循環路線のみ1日乗り放題の「一日乗車券」があり、料金は500円（小学生以下250円）。
  - 定期券、回数券は廃止代替路線と同様。
  - 南回りの回数券・一日乗車券・定期券は南回り専用のものであるため、他の路線では使用できない。
- 通年運行で、運休日は設定されていない。
- 「かねたんバス」の愛称が付けられている。事業用（緑ナンバー）車両が使用される。

## 路線
2016年4月1日改正時点で、以下の路線がある。
上下便で経由する停留所が違うものについては〔→A→ / ←B←〕で示す。
万世線
米沢市役所前 - 〔中央一丁目→ / ←皇大神社前〕 - 大町 - 米沢営業所 - 米沢駅前 - 東大通 - 桑山団地口 - （アルカディア - 米工前 - 七中前） - 桑山団地西 - 万世小学校前 - 梓山 - 福祉の里入口 - 米沢スキー場前
- 運行回数は1日8往復。福祉の里入口発着が日中に2往復ある他は、米沢スキー場前発着となっている。
- 冬期間（1月4日 - 2月末日）は米工前始発の上り1便が運行される。
- 桑山団地口 - 福祉の里入口間は停留所以外でも乗降できる自由乗降区間。

市街地循環路線（左回り・右回り）
米沢駅前 - 常信庵前 - 市立病院前 - 福田町西 - 大町上 - 上杉神社前 - 山大正門 - 愛宕小前 -  御廟所西口 - すこやかセンター - 法泉寺西 - 中央3丁目 - 信夫町 - イオン米沢前 - 米沢市役所前 - 文化センター南 - 北村公園西 - 〔←中央1丁目 ← 中央待合所 ← 門東町3丁目〕 - 大町 - 米沢営業所 - 米沢駅前
- 運行回数は右回り（上記順方向）・左回り（上記逆方向）各10便。左回りのみ門東町3丁目・中央待合所・中央1丁目を経由する。
- 自由乗降区間の設定はない。

市街地循環路線（南回り）
米沢駅前 - 東一丁目 - 通町八丁目 - 通町郵便局前 - 米沢女子短大前 - 吾妻町南 - 興望館前 - 太田町三丁目 - 本町 - 福田町西 - 市立病院前 - 南部小前 - 九里学園前 - 門東町 - 〔右回り：門東町3丁目 → 中央待合所 ／ 左回り：大町 ← 中央一丁目〕 - 中央三丁目 - 春日一丁目 - 年金事務所西 - 米沢市役所前 - 文化センター南 - 北村公園西 - 金池一丁目 - 大町 - 米沢営業所 - 米沢駅前
- 運行回数は右回り（上記順方向）・左回り（上記逆方向）各4便。
- 自由乗降区間の設定はない。

### 車両
万世線
- 赤・白・緑の三色を基調とし、それぞれがリボンとなって車体を包むデザインとなっている。
- 日野・リエッセをはじめとした小型バスが中心で、他にスクールバスを転用した中型バスを1台保有する。
- 運賃は後払いであるため、後ろ乗り前降りとなっている。

市街地循環路線（左回り・右回り）
- 左回りは黄色、右回りは青に塗り分けられている。車種はいずれも日野・リエッセ。
- いずれの車両も、同市出身の漫画家であるますむらひろしの作品『アタゴオル物語』に登場するキャラクターが描かれており「ヨネザアド号」の愛称が付けられている。

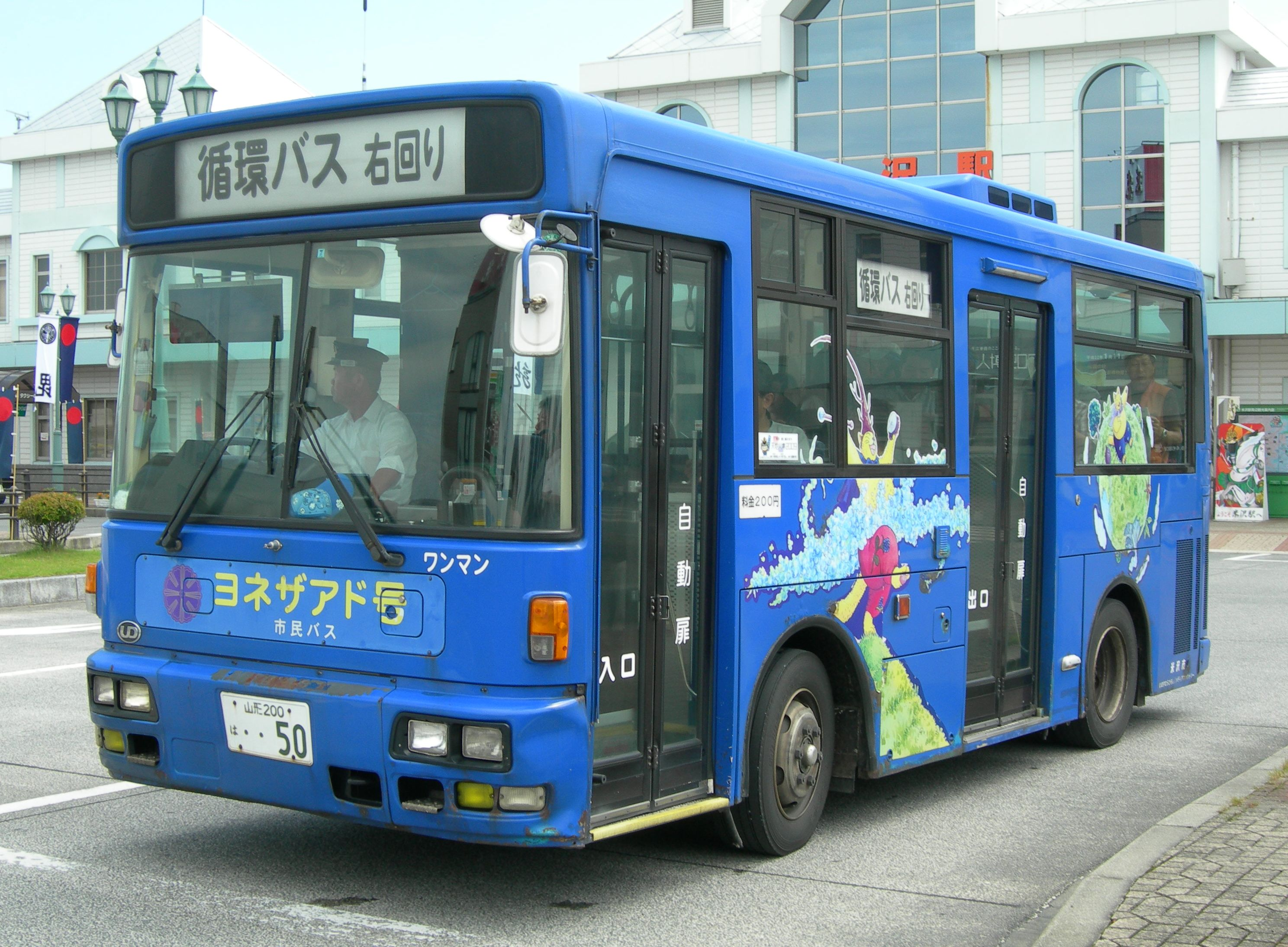
以前の市街地循環バス （右回り）の車両

市街地循環路線（南回り）
- 米沢市のマスコットキャラクター「かねたん」「おせんちゃん」「けーじろー」「かげっちさま」が描かれた「かねたんバス」で運行される。デザインはイラストレーターの岡野亜記。車種はいすゞ・エルガミオ。
  - 廃止代替路線と異なり運賃先払い制であるため、循環路線の車両は前乗り後ろ降りとなっている。
  - 整備などで車両が運行できない場合は、廃止代替路線など他の路線の車両を用いて運行されることがある。この場合、方向幕は「市民バス 米沢市」と表示され、車体に「循環左（右）回り」などと書かれたステッカーが貼り付けられることがある。

## 過去の路線

### 廃止代替路線
米沢・（松原）関根線
米沢駅前 - 米沢営業所 - 大町 - 〔門東町三丁目→ / ←中央待合所〕 - 上杉神社前 - 〔市立病院前→ / ←福田町西〕 - 通町八丁目 - （米沢女子短大前） - 通町三丁目 - 国立米沢病院前 - 通町三丁目 - 通町一丁目 - 関根小学校前 - 七渡
- 運行回数は1日上り6便、下り5便。ただし、七渡発着は上りの朝2便と下りの朝夕2便のみで、その他は国立米沢病院発着。
- 自由乗降区間は通町一丁目 - 奥羽本線白旗踏切の手前。
- 2014年12月3日より、山上のりあいタクシー実証運行（2015年11月1日より本格運行[7]）につき休止。

米沢・田沢線
米沢駅前 - 米沢営業所 - 大町 - 〔門東町三丁目→ / ←中央待合所〕 - 松ヶ岬 - 矢来 - 舘山局前 - 舘山発電所前 - 神原 - 水沢 - 塩地平
- 運行回数は1日上下4往復。
- 自由乗降区間は舘山発電所前 - 塩地平。
- 2016年4月1日より、田沢のりあいタクシー実証運行（2017年4月1日より本格運行）につき休止[2]。

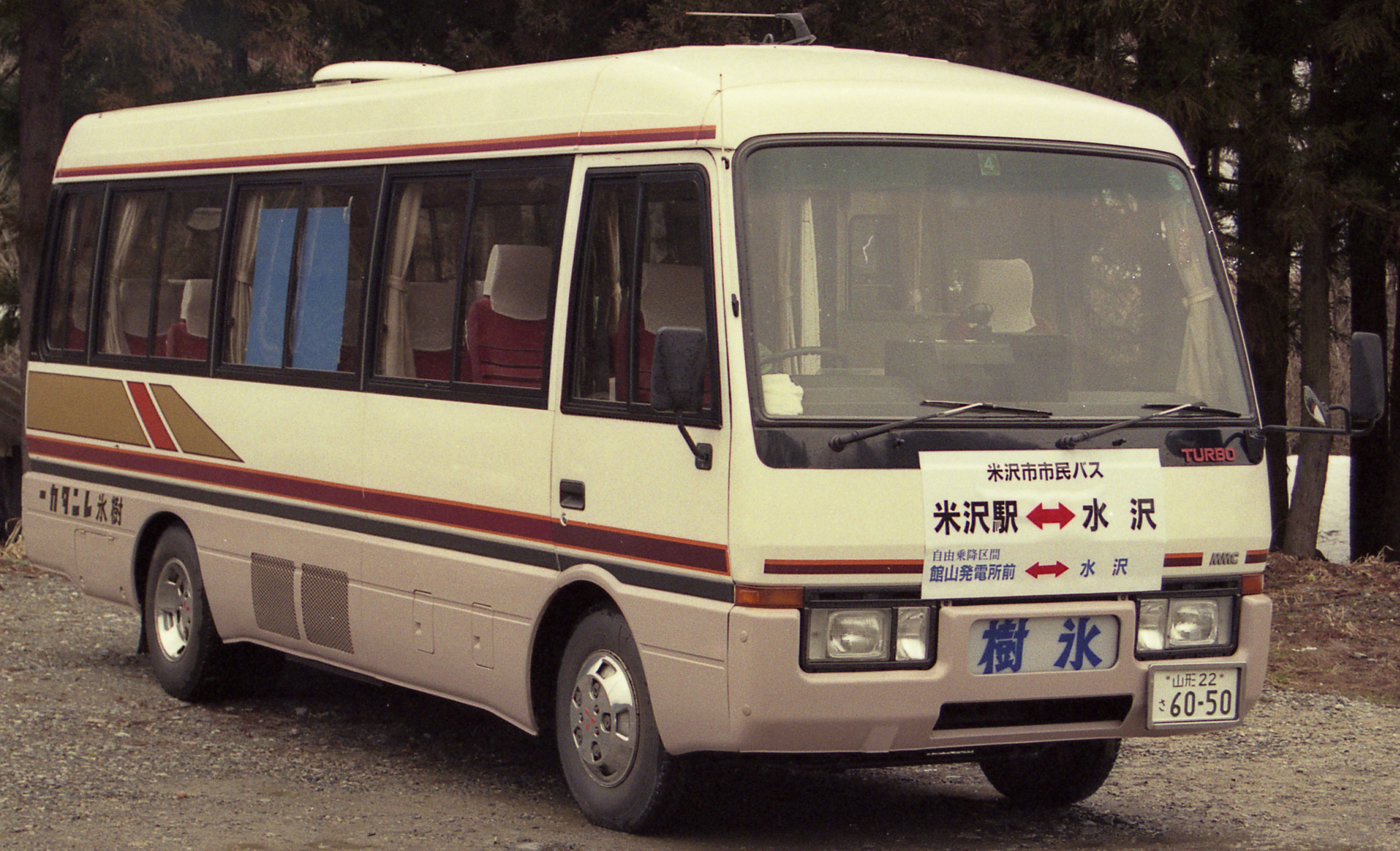
運行開始当時の車両（米沢・田沢線） （樹氷レンタカー車）